# Muerte de un matemático napolitano
Muerte de un matemático napolitano (en italiano: Morte di un matematico napoletano) es una película dramática italiana de 1992 escrita y dirigida por Mario Martone, que era su ópera prima como director. La película ganó nueva galardones (entre ellos el del Gran Premio del Jurado de la Mostra de Venecia y fue nominado a dos de ellos.  

## Argumento
El profesor Renato Caccioppoli, docente universitario de matemáticas puras de Nápoles, es un hombre hundido y atormentado que vive el último día de su vida. Nieto de Bakunin por parte de su madre y un veterano del hospital psiquiátrico, abandonado por su esposa, vive alejado de sus propios compañeros de partido del PCI y de sus colaboradores del ateneo, y desencantado hasta su último actoː el suicidio.

## Reparto
- Carlo Cecchi como Renato Caccioppoli
- Anna Bonaiuto como Anna
- Renato Carpentieri como Luigi Caccioppoli
- Toni Servillo como Pietro
- Licia Maglietta como Emilia
- Antonio Neiwiller como  Don Simplicio